# Forssa
Forssa é uma cidade e município da Finlândia, situada na região de Taváscia Própria. Está localizada quase no centro de um triângulo definido pelas três maiores cidades da Finlândia (Helsinque, Turku e Tampere) e é atravessada pela Autoestrada 2 entre Pori e Helsinque e a Autoestrada 10 entre Turku e Hämeenlinna. Tem população de 16 431 habitantes (28 de fevereiro de 2023) e abrange área de 253,38 quilômetros quadrados (97,83 milhas quadradas), dos quais 4,61 quilômetros quadrados (1,78 milha quadrada) são água. A densidade populacional é de 66,05 habitantes por quilômetro quadrado (171,1 por milha quadrada). Apenas uma pequena parte da superfície de Forssa é água, mas o rio Loimijoki forma elemento importante na paisagem urbana, com a cidade localizada em seu ponto de partida. Outras áreas aquáticas notáveis em Forssa incluem o lago Kaukjärvi e o lago Koijärvi, conhecido como o berço da Aliança dos Verdes.
Forssa é a localidade central da sub-região de Forssa. Faz fronteira com Jokioinen a oeste, Tammela a leste e sul e Humppila e Urjala ao norte. Além de Forssa, a sub-região de Forssa inclui Jokioinen, Tammela, Humppila e Ypäjä. Forssa é a menor das três cidades em Taváscia Própria e em termos de população Forssa é o 67.º maior município da Finlândia. Cresceu e se desenvolveu no século XIX, quando a indústria têxtil cresceu. No século XX, mal cresceu entre as duas Guerra Mundial. Uma nova fase de crescimento teve início na década de 1960, impulsionada pela construção civil. A população atingiu seu pico em meados da década de 1980, quando a cidade teve pouco mais de 20 mil habitantes por dois anos. O crescimento da cidade parou quando a indústria começou a diminuir. Em 1994, a população havia diminuído em algumas centenas de pessoas, mas depois disso a diminuição da população aumentou. No final de 2005, havia perdido mais de duas mil pessoas em comparação com seu ponto mais alto. Em 2008, a população aumentou pela primeira vez desde 1993. Depois de 2010, a população diminuiu novamente, com a população em 2016 sendo de cerca de 17 300 habitantes.